# Festival scacchistico internazionale di Imperia
Il Festival scacchistico internazionale di Imperia è un open di scacchi, organizzato dal Circolo Scacchistico Imperiese.
Nato nel 1959 da un'iniziativa dell'allora presidente Bruno Viano e dal direttore de L'Italia Scacchistica Giovanni Ferrantes, viene considerato il più longevo torneo di scacchi in Italia.

## Albo d'oro
La seguente tabella riporta i vincitori del torneo principale.
| Ed. | Anno | Part. | Vincitore/i (e nazionalità) |
| --- | ---- | ----- | --- |
| 1   | 1959 | 46    | Enrico Paoli (Italia) |
| 2   | 1960 | 65    | Giorgio Porreca (Italia) |
| 3   | 1961 | 64    | Baretić (Jugoslavia) |
| 4   | 1962 | 88    | Baretić (Jugoslavia) |
| 5   | 1963 | 117   | Todorcević (Jugoslavia) |
| 6   | 1964 | 96    | Edwin Bhend (Svizzera) |
| 7   | 1965 | 127   | Győző Forintos (Ungheria) |
| 8   | 1966 | 118   | Milan Matulović (Jugoslavia) |
| 9   | 1967 | 110   | Borislav Ivkov (Jugoslavia) |
| 10  | 1968 | 134   | Győző Forintos (Ungheria) e Parma (Jugoslavia)                                                                                    |
| 11  | 1969 | 144   | Ostojic (Jugoslavia) |
| 12  | 1970 | 176   | Sahović, Ugrinović e Mrsa (Jugoslavia) e Schurr (Germania)                                                                        |
| 13  | 1971 | 190   | Guido Cappello e Roberto Cosulich (Italia)                                                                                        |
| 14  | 1972 | 200   | Bjelajac (Jugoslavia) |
| 15  | 1973 | 262   | Sergio Mariotti (Italia) |
| 16  | 1974 | 250   | Joksić (Jugoslavia) |
| 17  | 1975 | 270   | Jager (Germania) e Roberto Cosulich (Italia)                                                                                      |
| 18  | 1976 | 262   | Albano (Italia) |
| 19  | 1977 | 170   | Pierluigi Passerotti (Italia) |
| 20  | 1978 | 178   | Engel (Germania) |
| 21  | 1979 | 154   | Vujović (Jugoslavia) |
| 22  | 1980 | 172   | Fabio Bruno (Italia) |
| 23  | 1981 | 178   | Vujović (Jugoslavia) , Fabio Bruno (Italia) e Karl (Svizzera)                                                                     |
| 24  | 1982 | 186   | Moulin (Belgio) |
| 25  | 1983 | 222   | Vlastimil Hort (Cecoslovacchia) e Campos (Cile)                                                                                   |
| 26  | 1984 | 210   | Hjorth (Australia) e Franco (Perù)                                                                                                |
| 27  | 1985 | 202   | Gyula Sax (Ungheria) , Milan Mrdja e Hresch (Jugoslavia)                                                                          |
| 28  | 1986 | 232   | Todorović (Jugoslavia) e Fabio Bellini (Italia)                                                                                   |
| 29  | 1987 | 200   | Milan Mrdja e Aleksić (Jugoslavia)                                                                                                |
| 30  | 1988 | 210   | Ognjen Cvitan (Jugoslavia) e Spartaco Sarno (Italia)                                                                              |
| 31  | 1989 | 172   | Sergej Tivjakov, Oll (URSS) e Yermolinski (USA)                                                                                   |
| 32  | 1990 | 168   | Horstman (Germania) |
| 33  | 1991 | 170   | Sergej Tivjakov (Russia) e Lev Borisovič Psachis (Israele)                                                                        |
| 34  | 1992 | 198   | Sergej Tivjakov (Russia) |
| 35  | 1993 | 164   | Sergej Tivjakov (Russia) |
| 36  | 1994 | 196   | Sergej Tivjakov (Russia) |
| 37  | 1995 | 214   | Karel Mokrý (Rep. Ceca) |
| 38  | 1996 | 216   | Spartaco Sarno e Ennio Arlandi (Italia) e Zlochevskij (Russia)                                                                    |
| 39  | 1997 | 180   | Biolek (Rep. Ceca) e Nurkić (Bosnia)                                                                                              |
| 40  | 1998 | 168   | Nijboer (Paesi Bassi) , Miloš Jirovský (Rep. Ceca) , Collas (Francia) Mitkov (Macedonia) , Arlandi (Italia) e De Wachter (Belgio) |
| 41  | 1999 | 143   | Nenad Šulava (Croazia) e Babula (Rep. Ceca)                                                                                       |
| 42  | 2000 | 152   | Gross S. (Rep. Ceca) |
| 43  | 2001 | 188   | Čatalbašev (Bulgaria) e Tomáš Likavský (Slovacchia)                                                                               |
| 44  | 2002 | 191   | Miloš Jirovský e Jurek (Rep. Ceca) , Isonzo (Italia) Sulava (Croazia) e Aleksandǎr Delčev (Bulgaria)                              |
| 45  | 2003 | 164   | Igor Miladinović (Grecia) |
| 46  | 2004 | 140   | Tomáš Likavský (Slovacchia) e Korneev (Russia)                                                                                    |
| 47  | 2005 | 162   | Evgeni Ermenkov (Palestina) , Simacek (Rep. Ceca) Ennio Arlandi (Italia) e Dunis (Francia)                                        |
| 48  | 2006 | 136   | Nenad Šulava (Croazia) e Biolek (Rep. Ceca)                                                                                       |
| 49  | 2007 | 143   | Nenad Šulava (Croazia) |
| 50  | 2008 | 185   | Sergey Movsesyan (Armenia) |
| 51  | 2009 | 160   | Sergey Movsesyan (Armenia) e Salvador R. (Filippine)                                                                              |
| 52  | 2010 | 152   | Azer Mirzoev (Azerbaigian) |
| 53  | 2011 | 163   | Dmitry Svetushkin (Moldavia) |
| 54  | 2012 | 130   | Magesh Panchanathan (India) |
| 55  | 2013 | 127   | Miloš Jirovský (Rep. Ceca) |
| 56  | 2014 | 124   | Milan Pacher (Slovacchia) |
| 57  | 2015 | 80    | Igor' Naumkin (Russia) |
| 58  | 2016 | 96    | Miroljub Lazić (Serbia) |
| 59  | 2017 | 79    | Mykolaj Lehkyj(Francia) |
| 60  | 2018 | 95    | Nikita Maiorov (Bielorussia) e Salvador R. (Filippine)                                                                            |
| 61  | 2019 | 80    | Nikita Maiorov (Bielorussia) , Mykolaj Lehkyj(Francia) e Salvador R. (Filippine)                                                  |
| 62  | 2020 | 75    | Sipke Ernst (Paesi Bassi) |
| 63  | 2021 | 109   | Yuri Solodovnichenko (Ucraina) e Laurent Paoli P. (Francia)                                                                       |
| 64  | 2022 | 121   | Igor' Glek (Belgio) |
| 65  | 2023 | 144   | Salvador Roland (Filippine) |
| 66  | 2024 | 127   | Ilia Martinovici (Moldavia) |